# Léon M’ba

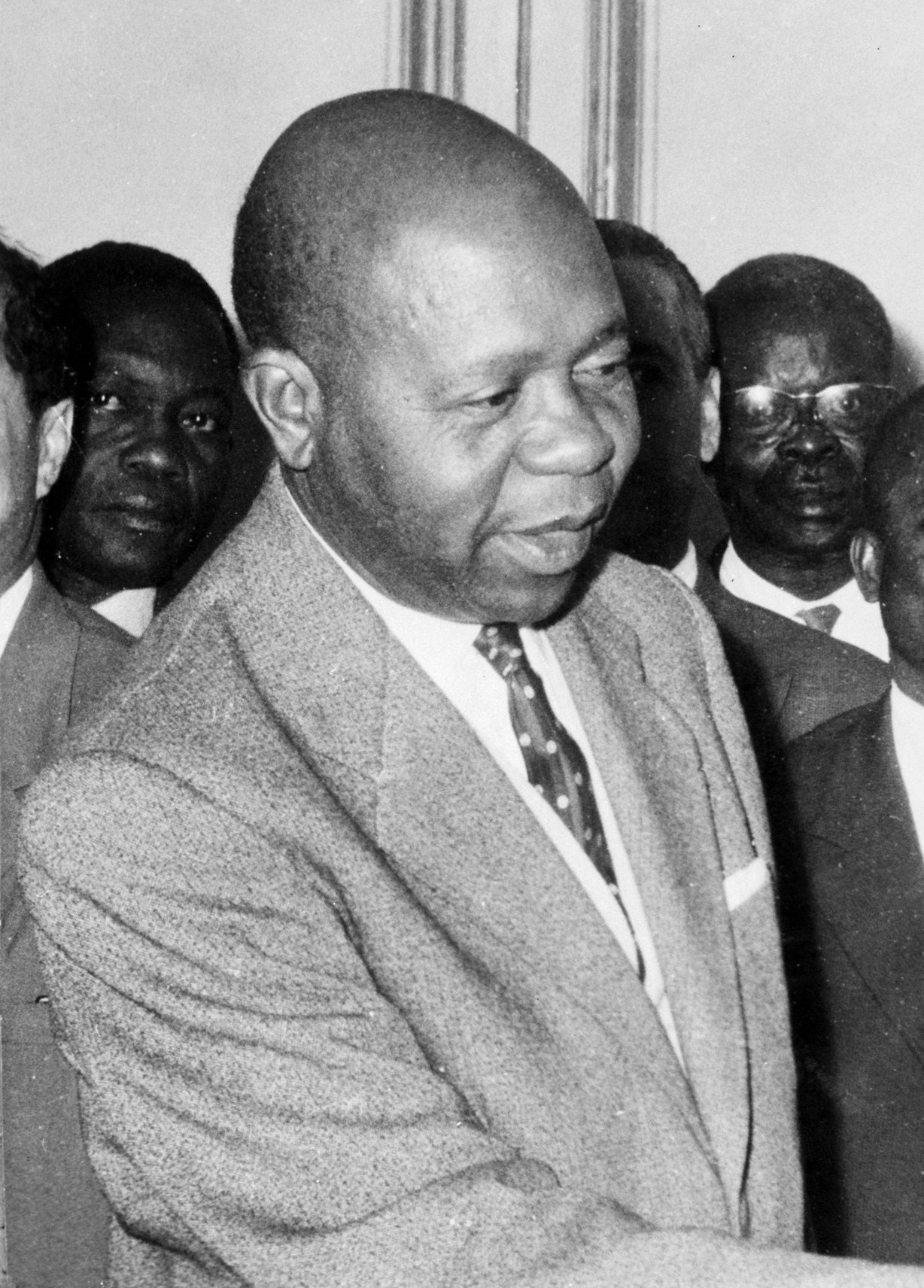
Léon M'ba, 1964

Léon M’ba (* 9. Februar 1902 in Libreville; † 28. November 1967 in Paris) war von 1960 bis 1967 der erste Präsident des zentralafrikanischen Staates Gabun.

## Frühe Jahre
Er gehörte zur ethnischen Gruppe der Fang, die vor allem im Norden Gabuns und im Nachbarstaat Äquatorialguinea lebt. Nach dem Besuch katholischer Missionsschulen von 1909 bis 1918 trat er als Buchhalter in den Dienst der französischen Kolonialverwaltung. Daneben war er als Journalist für Echos Gabonais tätig und gründete diverse Lokalzeitungen. Ab 1920 war er Sekretär der Sektion Gabun der Liga für Menschenrechte.

## Politiker
Nach Gründung der Partei Rassemblement Démocratique Africain (RDA) im Oktober 1946 gründete er deren Ableger für Gabun unter dem Namen Mouvement Mixte Gabonais (MMG). 1953 wurde die Gruppe in den Bloc Démocratique Gabonais (BDG) umgewandelt. 1951 kandidierte er für die französische Nationalversammlung, wurde aber von Jean-Hilaire Aubame geschlagen. M’ba wurde im März 1952 Abgeordneter der Territorialversammlung und 1956 Bürgermeister von Libreville. Sein BDG gewann im März 1957 die Wahlen, und seit dem 21. Mai 1957 war er stellvertretender Regierungschef. Im Juli 1958 wurde er Präsident des Exekutivrates von Gabun. Am 27. Februar 1959 wurde er Premierminister und behielt das Amt bis zum 21. Februar 1961. Während einige Politiker wie Barthélemy Boganda die Einheit der Territorien Französisch-Äquatorialafrikas auch nach der Unabhängigkeit bewahren wollten, trat M’ba für die volle Souveränität Gabuns ohne enge Bindungen an die ärmeren Nachbarn ein.

## Präsident
Nach der Unabhängigkeit von Frankreich wurde er am 12. Februar 1961 Staatspräsident. Er setzte weiterhin auf gute Beziehungen zu Frankreich. Am 17. und 18. Februar 1964 fand ein Militärputsch junger Offiziere gegen M’ba statt, der durch den raschen Einsatz französischer Fallschirmjäger am 19. Februar beendet werden konnte. Die Putschisten hatten kurzzeitig M’bas alten Rivalen Jean-Hilaire Aubame als Kopf einer provisorischen Regierung eingesetzt und M’ba und andere führende Persönlichkeiten festgesetzt.
Léon M’ba wurde im März 1967 ein zweites Mal gewählt und starb als Amtsinhaber im November 1967. Sein Nachfolger wurde der bisherige Vizepräsident Albert-Bernard Bongo, der das Land bis 2009 regierte.

## Trivia
- Der Flughafen von Libreville trägt seinen Namen.
- 1968 wurde in Paris die Stiftung La fondation Léon M’ba für medizinische Forschung gegründet.